# Westerse Molen
De Westerse Molen is een poldermolen ten westen van het dorp Nieuw-Scheemda in de provincie Groningen.
De molen werd in 1862 gebouwd nadat een voorganger was afgebrand. De molen bleef tot in de jaren zestig beroepsmatig in gebruik, tot begin jaren negentig was de molen een reservegemaal. De molen met twee vijzels is thans eigendom van de Molenstichting Oldambt. Alhoewel de baard van de molen de naam Zeldenrust vermeldt, wordt de molen over het algemeen aangeduid als de Westerse Molen. De molen is lang met zelfzwichting uitgerust geweest, maar heeft sinds een tiental jaren weer zeilhekwerk. De roeden hebben een lengte van 21,60 meter. Een vrijwillig molenaar laat de molen regelmatig met windkracht malen.
In juni 2008 stelde de Rijksdienst voor Archeologie, Cultuurlandschap en Monumenten 70.067 euro beschikbaar voor een restauratie van De Westerse Molen.